# Cheilopogon unicolor
Cheilopogon unicolor es una especie de pez del género Cheilopogon, familia Exocoetidae. Fue descrita científicamente por Valenciennes en 1847.
Se distribuye por el Océano Pacífico: sur de Japón, Taiwán, Filipinas, Nueva Guinea y este de Australia hasta las islas de Hawái y Tahití. La longitud total (TL) es de 38 centímetros. Habita en aguas neríticas. Puede alcanzar los 10 metros de profundidad.
Está clasificada como una especie marina inofensiva para el ser humano.